# Allochrostes biornata
Allochrostes biornata là một loài bướm đêm trong họ Geometridae.